# Casa de Ramon de Montagut
La Casa de Ramon de Montagut és un habitatge al nucli urbà de la població de Móra d'Ebre, a la banda de migdia del nucli antic de la vila, formant cantonada entre la plaça de Dalt i el carrer d'Isabet que ha estat catalogat a l'Inventari del Patrimoni Arquitectònic de Catalunya. Al mateix edifici hi ha una altra obra inventariada, l'Escut dels Montagut.
Edifici cantoner de planta més o menys rectangular, amb jardí a la part posterior de la finca. Presenta la coberta de teula de dues vessants, amb un terrat a l'extrem de llevant i un llanternó vuitavat que sobresurt de teulada, i presenta obertures rectangulars que il·luminen l'interior de l'edifici. Està distribuït en planta baixa, pis i golfes, i organitzat en cinc crugies perpendiculars a la façana principal. El portal d'accés és d'arc de mig punt adovellat amb els brancals bastits amb carreus ben desbastats. La resta de portals de la planta baixa, d'obertura rectangular, donen accés a comerços actuals. Al pis hi ha cinc balcons exempts amb les llosanes motllurades i els finestrals de sortida rectangulars, amb l'emmarcament en relleu emblanquinat. A les golfes hi ha petites finestres rectangulars amb el mateix tipus d'emmarcament, exceptuant les tres obertures d'arc de mig punt de la cantonada. Al centre de la façana, al primer pis, hi ha un escut de pedra. A la cantonada del parament es conserva un tram de pedra vista. La construcció està arrebossada i pintada.

## Història
El sobirà de Navarra, Garcia Ramires, l'any 1135 ennoblí dotze cases, i entre elles es comptava la de Montagut en novè lloc. L'any 1065 en Domènec de Montagut acompanyava a Sanç Ramires, rei d'Aragó, quan amb Sanç de Navarra es disposava a conquerir la part d'Aragó i de Catalunya en poder dels sarraïns. Els Montagut foren recompensats amb la concessió de drets i preeminències sobre Móra d'Ebre, on va establir-se. El 1072 compraren una heretat als moros Al-Aaïd i Fàtima. Sanç de Montagut, el 1148, acompanyà a Ramon Berenguer IV a la conquesta de Tortosa. Pere I confirmà la donació de la ciutat de Tortosa amb el castell de la Suda a fra Pere de Montagut, Mestre de Provença i Hispània. El marquès de Guardia Real, fill d'un Montagut, té l'arbre genealògic fins als nostres dies.